# Hyperoplus
Genre
Hyperoplus (des lançons) est un genre de poissons marins de la famille des Ammodytidae.

## Liste des espèces
Selon FishBase (30 janvier 2020) et World Register of Marine Species (30 janvier 2020) :
- Hyperoplus immaculatus (Corbin 1950), lançon immaculé
- Hyperoplus lanceolatus (Le Sauvage 1825), lançon commun